# Time Is Running Out (canción de Papa Roach)
«Time Is Running Out» es el tercer sencillo del álbum The Paramour Sessions, lanzado por la banda de rock alternativo Papa Roach en 2007.
El sencillo fue lanzado promocionalmente, y el video hecho por él sólo está disponible en la Internet, que es blanco y negro y muestra a la banda en vivo, pero con la versión original del estudio se ve a color. La canción también está disponible para descarga para el juego de la serie Rock Band.

## Lista de canciones
| CD Single |                                       |          |  |
| N.º       | Título                                | Duración |  |
| 1.        | «Time Is Running Out» (Album Version) | 3:23     |  |

- Datos: Q9087710